# Loiret
Loiret é um departamento da França localizado na região Centro. Sua capital é a cidade de Orléans e o seu nome provém do rio Loiret.